# Allophylus cristalensis
Allophylus cristalensis là một loài thực vật có hoa trong họ Bồ hòn. Loài này được Lippold mô tả khoa học đầu tiên năm 1974.